# Louise Abbéma

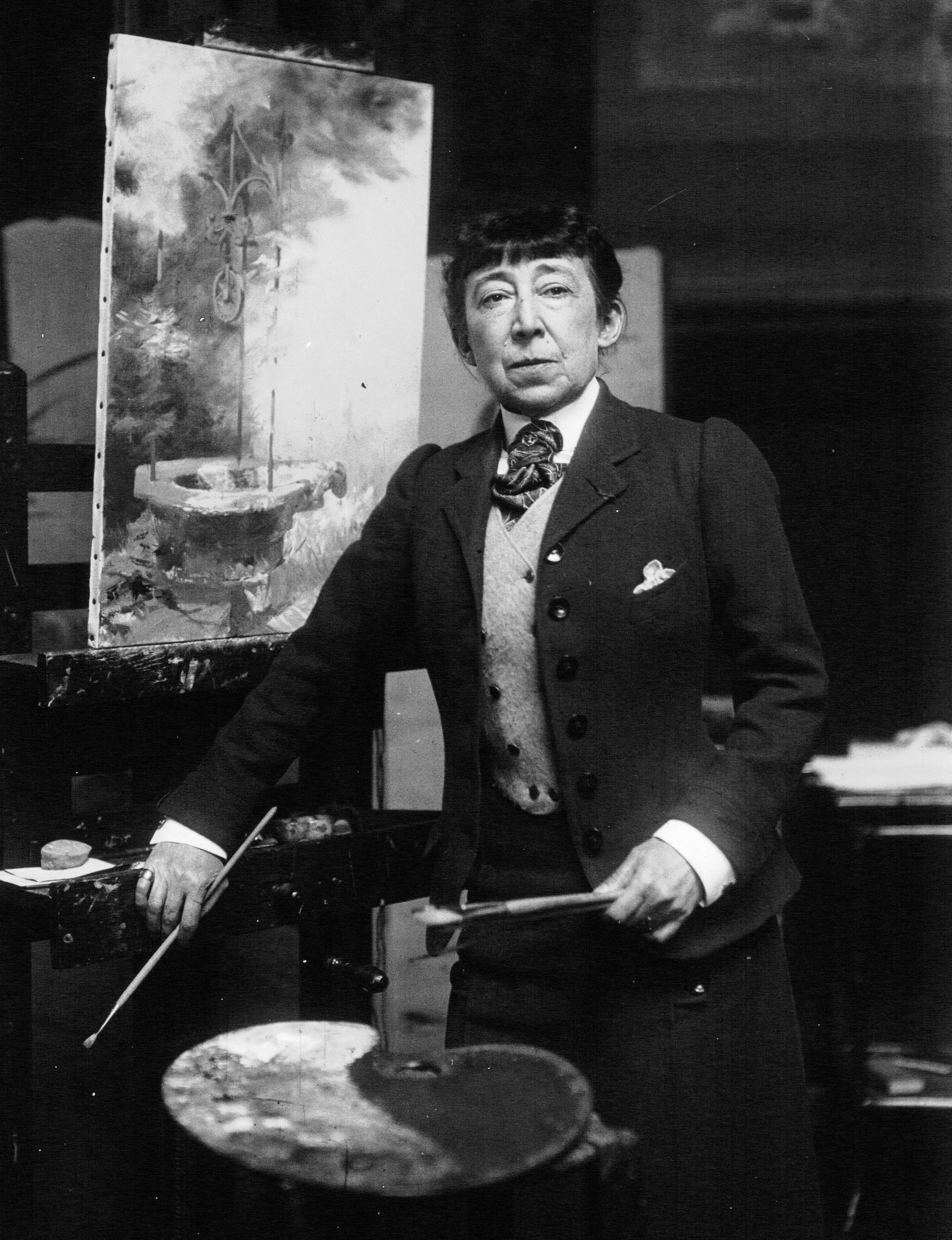
Louise Abbéma
(1914), BnF

Louise Abbéma (Étampes, 30 oktober 1853 - Parijs, 10 juli 1927) was een Franse impressionistische kunstschilder, beeldhouwer en ontwerper tijdens de belle époque.

## Biografie

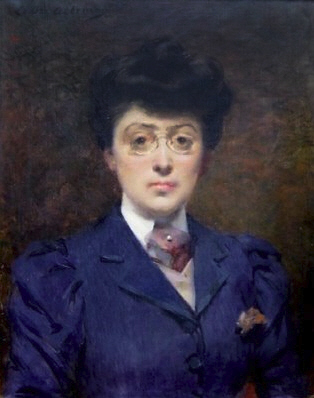
Louise Abbéma
(ca.1895), zelfportret

Abbéma begon met schilderen in haar vroege tienerjaren. Ze studeerde bij bekende schilders van die tijd, waaronder Charles Chaplin, Jean-Jacques Henner en Carolus-Duran. Op drieëntwintigjarige leeftijd kreeg ze voor het eerst erkenning voor haar werk. Ze schilderde toen een portret van Sarah Bernhardt, haar dierbare vriendin en volgens velen ook haar minnaar.
Ze ging door met het maken van portretten van beroemheden van die tijd. Ook schilderde ze panelen en maakte ze muurschilderingen voor het Parijse stadhuis, de Opéra Garnier, het gouverneurspaleis in Dakar, Senegal en vele theaters, waaronder het Théâtre Sarah Bernhardt.

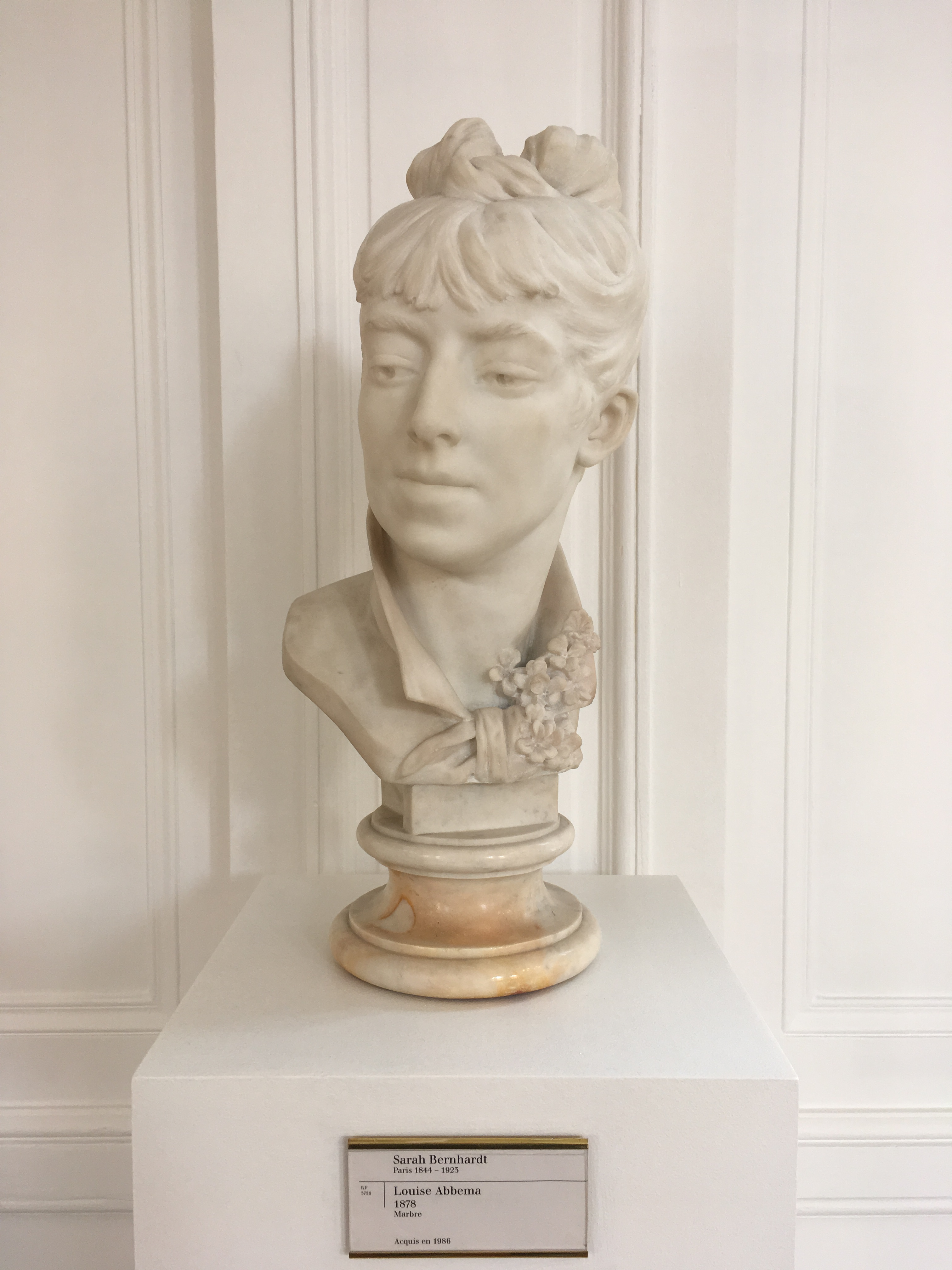
Buste van Sarah Bernhardt
(1878), Musée d'Orsay

Ze exposeerde regelmatig op de Parijse Salon, waar ze in 1881 een eervolle vermelding kreeg voor haar panelen. Abbéma bevond zich ook onder de vrouwelijke kunstenaars wier werken tentoongesteld werden in de Women's Building tijdens de World Columbian Exposition van 1893 in Chicago. Een buste van Sarah Bernhardt, gebeeldhouwd door Abbéma, werd tentoongesteld op deze expositie.
Abbéma was gespecialiseerd in olieverf en aquarellen. Veel van haar werken tonen de invloed van Chinese en Japanse schilders, evenals meesters als Édouard Manet. Bloemen kwamen vaak voor in haar werken. Tot haar bekendste werken worden De Seizoenen, Een ochtend in april, Place de la Concorde, Tussen de bloemen, Winter en portretten van actrice Jeanne Samary, Peter II van Brazilië, Ferdinand de Lesseps en Charles Garnier gerekend.
Abbéma was ook een volleerd graficus, beeldhouwer en ontwerper. Daarnaast schreef ze regelmatig bijdragen voor de tijdschriften Gazette des Beaux-Arts en Revue de l'Art.
Abbéma kreeg veel onderscheidingen, waaronder een nominatie als "Officiële Schilder van de Derde Republiek", en een bronzen medaille op de Exposition Universelle van 1900. In 1906 werd ze Ridder in de Orde van het Legioen van Eer.
Aan het einde van de 20e eeuw, toen de vrouwelijke bijdragen aan de schilderkunst van de afgelopen eeuwen meer kritische en historische aandacht kregen, wonnen haar werken aan hernieuwde populariteit.

## Galerij

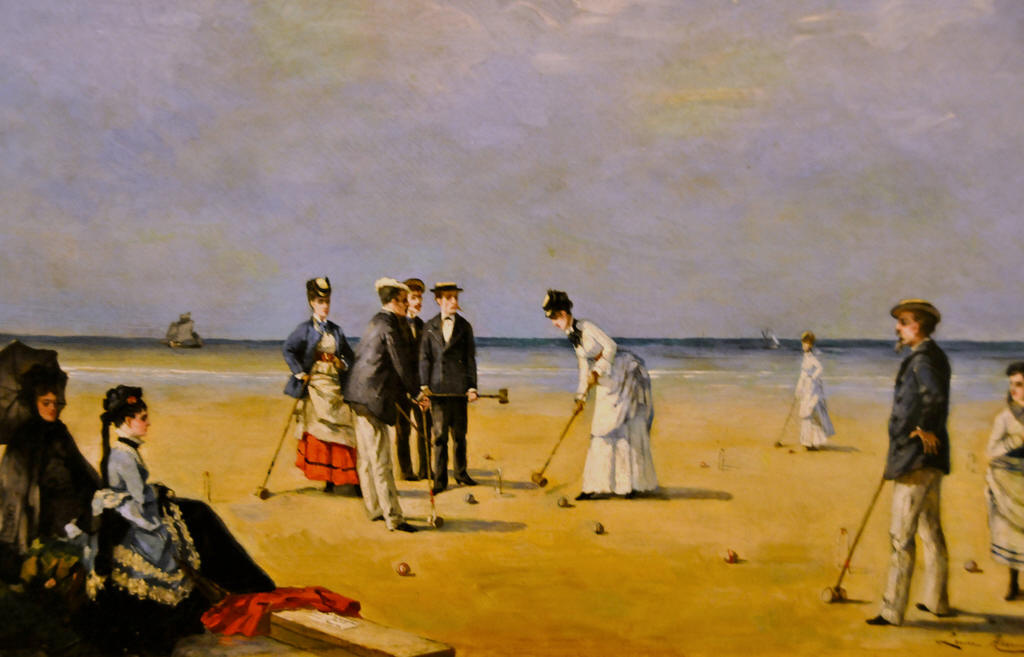
Une partie de croquet (1872), privé collectie
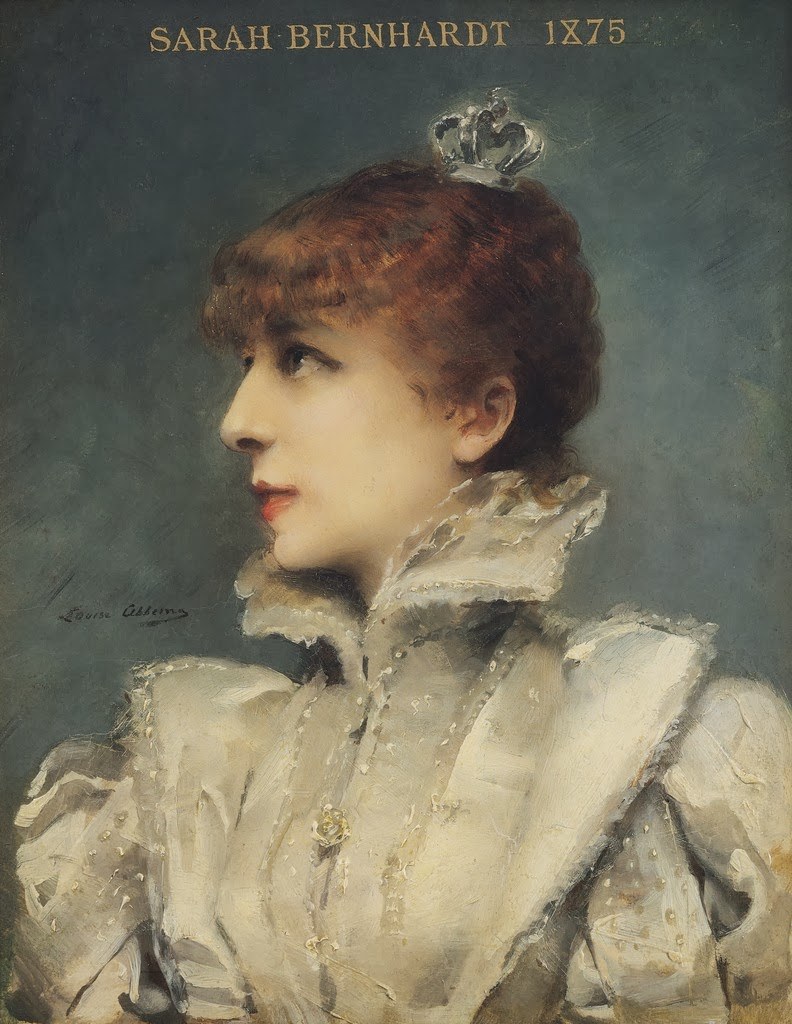
Sarah Bernhardt (1875)
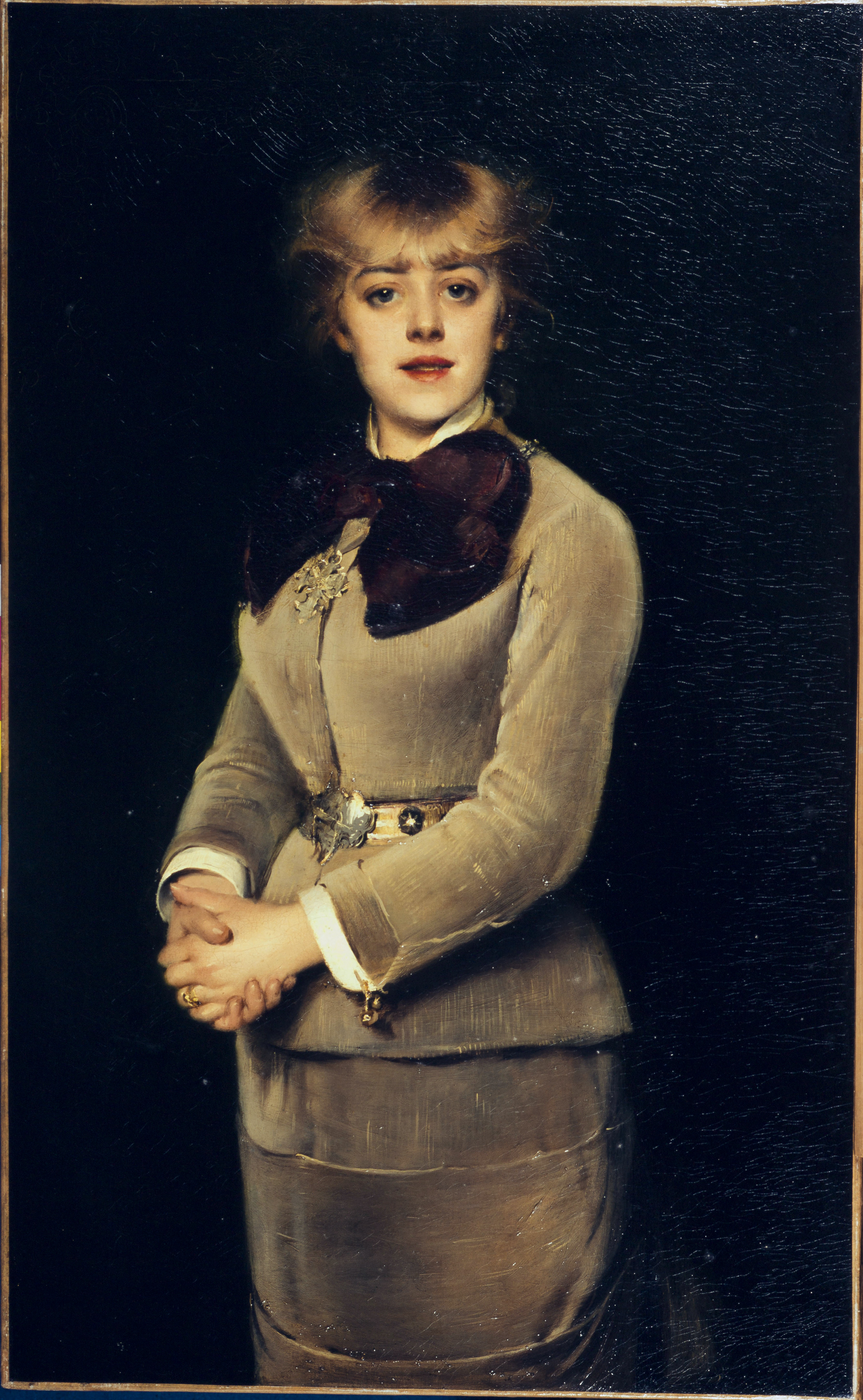
Portret van Jeanne Samary (1879), Musée Carnavalet
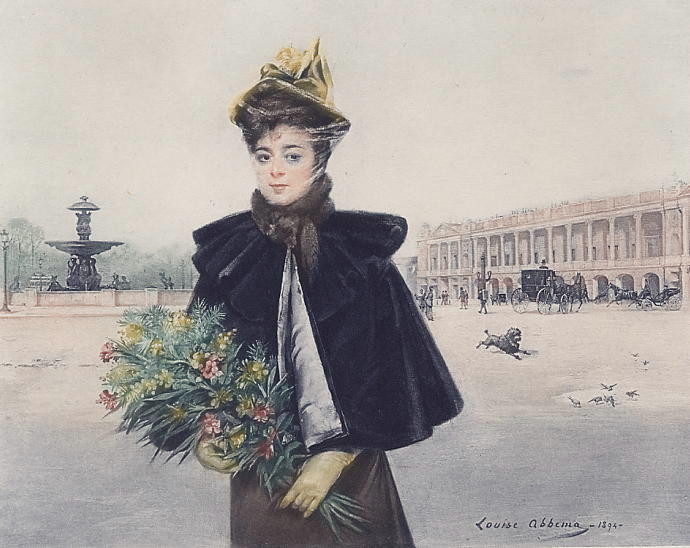
Matin d'avril, Place de la Concorde, Parijs (1894)
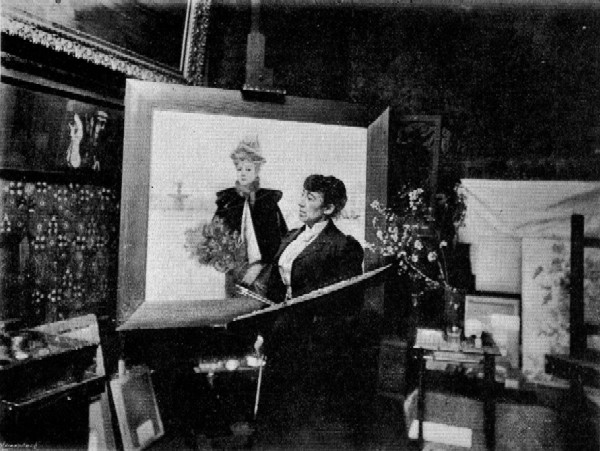
Louise Abbéma aan het werk in haar atelier (1895)
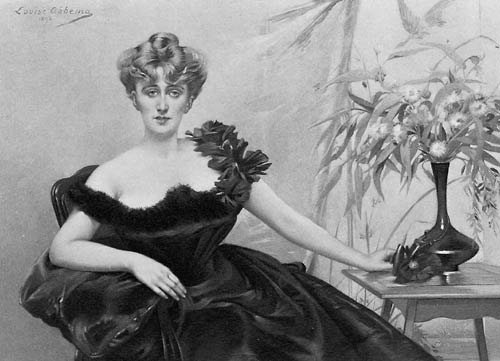
Zelfportret (1898), Northwestern University Library (Chicago)
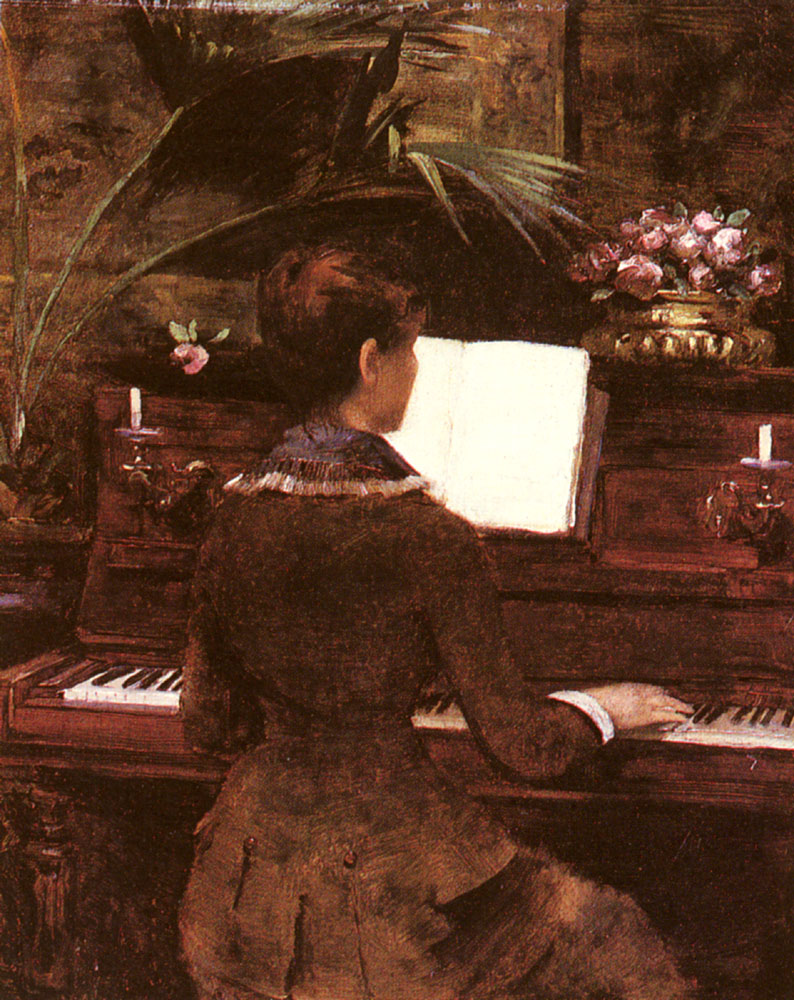
Aan de piano (ca. 1900)
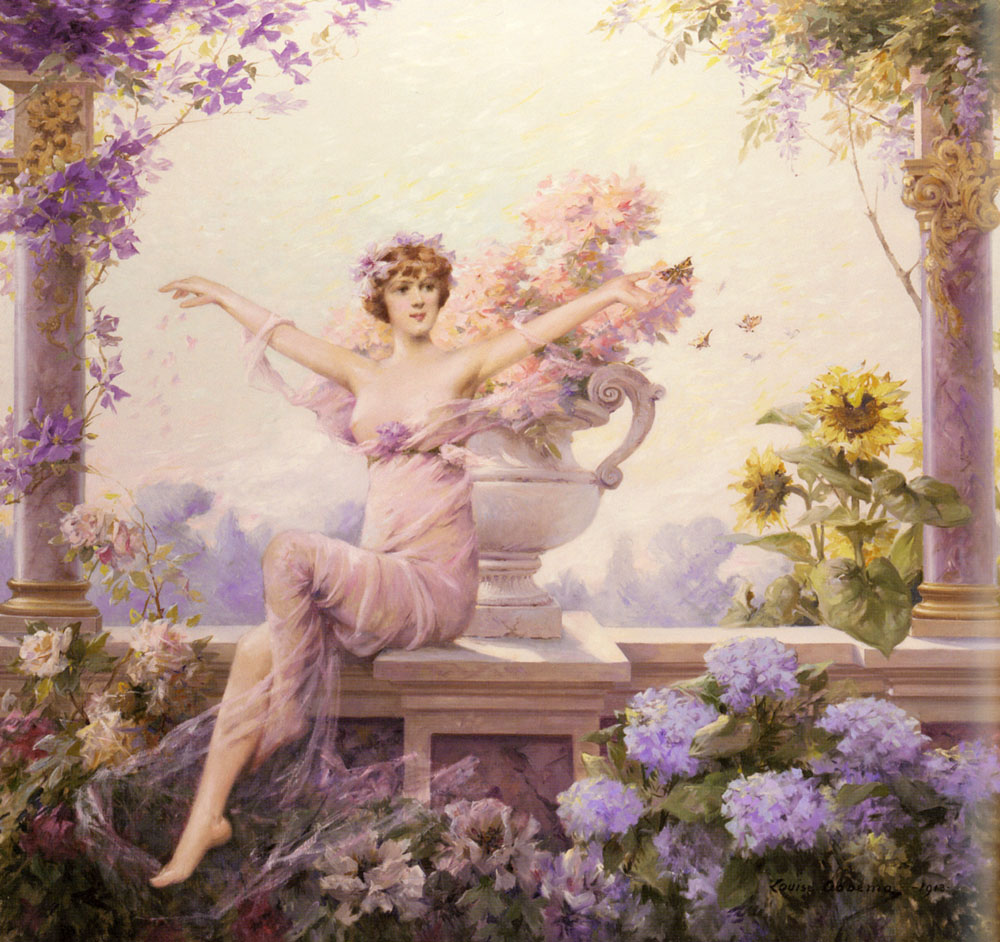
Bloemen (1913), privé collectie